# Осей Туту Кваме
Осей Туту Кваме (1779 — 21 січня 1824) — 7-й асантейн (володар) імперії Ашанті у 1804—1824 роках. Повне ім'я Осей Туту Кваме Асіба Бонсу. Прізвисько «Бонсу» перекладається як кит. За його панування держава досягла нового піднесення.

## Життєпис
Походив з правлячої династії Ойоко Абусуа. Народився 1779 року, отримавши ім'я Торо Куамена. У 1801 році втрутився у боротьбу за Золотий Табурет. 1804 року зумів повалити асантейна Опоку Фофіє, ставши новим володарем держави Ашанті.
Ослабленням держави намагалася скористатися інша аканського держава Західна Фанті (Боро-Боро). Втім у війні 1806—1807 року армія Ашанті здобула перемогу. Водночас 1806 року придушено повстання в області Гонджа на півночі та народу асін на півдні. 1807 року атакував британський форт Аномабу, який попри значні руйнування, вистояв. 1808 року завдав поразки державі Східна Фанті. Це дозволило Осей Туту Кваме відновити гегемонію на Золотому березі.
Завершив утворення бюрократії та переходу від спадкової до служилої знаті. Запровадив низку нових посад (крісел або табуретів). Також упроваджено письмову систему діловодства, для чого асантейн найняв мусульман з північних провінцій. В результаті усі провінції щорічно стали присилати звіти до столиці держави — кумасі, де описували стан справ та перелічувати збори податків та інших надходжень. Для контактів з європейськими факторіями Ельміна і Кейп-Кост призначили окремих посадовців, яких британці й голландці називали комісарами або емісарами.
1811 року придушив повстання народу акім і аквапім на південному заході. У 1818 році проти влади асантейна почалося повстання народу аброн на території колишньої держави Г'янам. 1819 року повстання придушили.
За панування цього асантейна відбуваються дипломатичні контакти з британцями. 15 травня 1817 року Томас Боудіч прибув до Кумасі. Він залишався там протягом декількох місяців, був вражений, і після його повернення до Великої Британії написав книгу «Місія з замку Кейп-Бордо в Ашанті». Його похвалам на адресу Ашанті не вірили, оскільки це суперечило існуючим упередженням. Джозеф Дюпуї, перший британський консул у Кумасі, прибув 23 березня 1820 року.
У цей час Осей Туту Кваме 1819 року асантейн наказав звести кам'яну будівлю Абан, в якій мали розмістити предмети мистецтва та бойові трофеї. Її було завершено 1822 року.
1823 року придушив повстання в областях Васса, Данчира і Асін. Помер 21 січня 1824 року. Цього ж дня ашантійське військо у битві біля Нсаманкоу завдало нищівної поразки армії Фанті та британцям на чолі з губернатором Золотого берегу Чарлзем МакКарті, який сам загинув. Йому спадкував Осей Яв Акото.